# Dùnan Mòr
Dùnan Mòr is een berg in Schotland. De berg is 163 meter hoog en staat naast Cape Wrath.